# Héctor Ortiz Benítez
Héctor Ortiz Benítez (* 20. Dezember 1928) ist ein ehemaliger mexikanischer Fußballspieler, der im Mittelfeld agierte.

## Verein
Héctor Ortíz begann seine Profikarriere Ende der 1940er Jahre in den Reihen des Club Marte und wechselte 1952 zum CD Zacatepec, bei dem er mindestens bis zur Saison 1957/58 unter Vertrag stand und somit mindestens vier Titel gewann.

### Nationalmannschaft
Sein Debüt in der mexikanischen Nationalmannschaft feierte er in einem am 4. September 1949 ausgetragenen WM-Qualifikationsspiel gegen die USA, das mit 6:0 gewonnen wurde. Gegen denselben Gegner bejubelte er zwei Wochen später beim 6:2-Erfolg seinen ersten Länderspieltreffer.
Höhepunkt seiner Länderspielkarriere war die Teilnahme an der Fußball-Weltmeisterschaft 1950, bei der er alle Spiele der Mexikaner in voller Länge bestritt und im zweiten Spiel gegen Jugoslawien ein Elfmetertor erzielte. Obwohl er die entscheidenden Qualifikationsspiele zur WM 1958 im Oktober 1957 gegen Costa Rica (2:0 und 1:1) bestritt, wurde er weder 1954 noch 1958 im mexikanischen WM-Aufgebot berücksichtigt.

## Erfolge
- Mexikanischer Meister: 1955, 1958
- Mexikanischer Pokalsieger: 1957
- Supercup: 1958